# HAC-Nordstern
Der HAC-Nordstern war ein österreichischer Fußballverein aus dem Wiener Stadtteil Hietzing, der zu seiner erfolgreichsten Zeit von 1935 bis 1937 in der II. Liga spielte.

## Geschichte
Die Geschichte des Vereins geht auf den Hietzinger AC zurück, der 1912/13 in die österreichische Meisterschaft eintrat und in der damals niedrigsten Spielstufe, der viertklassigen II. Klasse C, West den Spielbetrieb aufnahm. Im Jahr 1920 kam es zum Zusammenschluss mit dem kleinen Klub Nordstern 1912, woraus sich der spätere Name „HAC-Nordstern“ erklärt. Obwohl der Verein lange Zeit eine unbedeutende Rolle einnahm, 1925 beispielsweise noch in der niedrigsten, mittlerweile sechstklassigen, Liga spielte, brachte HAC-Nordstern mit dem späteren Wunderteamspieler Karl Gall dieser Tage seinen wohl berühmtesten Fußballer hervor. 
Der langen Zeit in der niedrigsten österreichischen Spielstufe folgte allerdings ein rascher Aufstieg, der mit dem Gewinn der B-Gruppe der Amateurklasse und dem damit verbundenen Aufstieg in die zweitklassige II. Liga gipfelte. Insgesamt drei Saisonen lang, von 1934/35 bis 1936/37, spielte HAC-Nordstern in der zweiten Spielstufe, ehe der Klassenerhalt verpasst wurde. Ein Zusammenschluss mit der Firmenmannschaft der Schuhfabrik Standard unter der Leitung von Hans Mieses sorgte in dieser Zeit für eine temporäre Umbenennung in SC Standard Wien. Während des Zweiten Weltkriegs kam das Aus für den Verein, der Platz wird heute noch vom ASV 13 genutzt.

## Erfolge
- 3 × Zweitligateilnahme: 1935–1937